# Kleinoogzweeppalpspin
De kleinoogzweeppalpspin (Mastigusa arietina) is een spinnensoort uit de familie van de waterspinnen (Cybaeidae).
De wetenschappelijke naam van de soort werd in 1871 als Cryphoeca arietina gepubliceerd door Tord Tamerlan Teodor Thorell.